# اچ‌ام‌ای‌اس دایمنتینا (ام ۸۶)
اچ‌ام‌ای‌اس دایمنتینا (ام ۸۶) (به انگلیسی: HMAS Diamantina (M 86)) یک کشتی است که طول آن ۵۲٫۵ متر (۱۷۲ فوت) می‌باشد. این کشتی در سال ۲۰۰۰ ساخته شد.